# Станкове кріплення
Кріплення станкове (рос. крепь станковая, англ. rectangular lining; нім. Kastenzimmerung f, Gerüstausbau m, Geviertausbau m, Rahmenausbau m) — гірниче кріплення очисних виробок рудних шахт у вигляді об'ємних прямокутних дерев'яних конструкцій (станків). Станки утворюють просторову решітку і складаються зі зв'язаних під прямим кутом горизонтальних і вертикальних елементів-колод 18 см і більше, жорстко зв'язаних між собою замками. Розміри станка між центрами елементів звичайно 2,1х1,5х1,5; 2,1х1,8х1,8; 2,4х1,8х1,8 м. Кріплення станкове використовують при відпрацюванні рудного тіла шарами у висхідному або низхідному порядку з виїмкою секціями, що за об'ємом дорівнюють одному станку. Кріплення станкове — трудомістке кріплення, потребує великих витрат кріпильних лісоматеріалів (бл. 15% об'єму виробленого простору), які повністю втрачаються після виймання руди, збільшує пожежонебезпеку. Однак при цьому забезпечує малі втрати руди й майже виключає її розубожування. У поєднанні з тверднучим закладенням може зберегти своє значення при розробці цінних руд.